# 11 ottobre
L'11 ottobre è il 284º giorno del calendario gregoriano (il 285º negli anni bisestili). Mancano 81 giorni alla fine dell'anno.

## Eventi
- 368 – Terremoto di Nicea, a seguito del quale si ammala e muore Cesario di Nazianzo
- 1109 – Costruzione della Torre degli Asinelli a Bologna
- 1125 – Terremoto di Benevento, ove si verificano alcuni crolli; le numerose scosse, avvertite in una vasta area, si protraggono per quindici giorni[1]
- 1138 – Terremoto di Aleppo, classificato come il terzo terremoto più catastrofico della storia
- 1311 – Ordinanze di Edoardo II d'Inghilterra, un insieme di restrizioni imposte al clero e ai nobili con lo scopo di limitarne i poteri
- 1492 – La costa americana viene avvistata per la prima volta dalla flotta di Cristoforo Colombo
- 1511 – Per ordine del vescovo di Trieste, Pietro Bonomo, viene raso al suolo il Castello di Moccò
- 1582 – Questo giorno non esiste nel calendario gregoriano: per riallineare il calendario alle stagioni, i giorni dal 5 al 14 ottobre 1582 sono saltati
- 1614 – Adriaen Block e 12 mercanti di Amsterdam fanno una petizione contro lo Staten Generaal per ottenere dei diritti esclusivi di commercio con la colonia dei Nuovi Paesi Bassi
- 1776 – Rivoluzione americana: battaglia di Valcour Island – Sul Lago Champlain, nei pressi di Valcour Island, una flotta britannica comandata da Sir Guy Carleton sconfigge 15 cannoniere americane comandate dal brigadier generale Benedict Arnold. Anche se quasi tutte le navi di Arnold vengono distrutte, la battaglia durata due giorni darà agli americani il tempo di preparare le difese di New York
- 1796 – Viene costituita a Milano la Legione Lombarda, primo reparto militare a usare il tricolore
- 1811 – L'imbarcazione dell'inventore John Stevens, la Juliana, inizia il servizio come primo traghetto a vapore (tra New York e Hoboken)
- 1862 – Guerra di secessione americana: immediatamente dopo la battaglia di Antietam, il generale confederato J.E.B. Stuart e i suoi uomini, saccheggiano Chambersburg (Pennsylvania)
- 1890
  - A Washington, viene fondata l'associazione Daughters of the American Revolution
  - Alla Cornell University, viene fondata la società studentesca segreta Sphinx Head Society
- 1899 – Inizio della guerra boera: in Sudafrica, scoppia la guerra tra il Regno Unito e i Boeri del Transvaal e dello Stato Libero dell'Orange
- 1906 – Il consiglio delle scuole pubbliche di San Francisco innesca una crisi diplomatica tra Stati Uniti e Giappone, ordinando che gli studenti giapponesi ricevano la loro istruzione in scuole razzialmente segregate
- 1922 – Finisce la guerra greco-turca
- 1939 – Progetto Manhattan: al presidente statunitense Franklin D. Roosevelt viene consegnata una lettera firmata da Albert Einstein, che incita gli Stati Uniti a sviluppare rapidamente un programma per la realizzazione della bomba atomica
- 1942 – Seconda guerra mondiale: battaglia di Capo Speranza – Sulla costa nord-occidentale di Guadalcanal, navi della Marina statunitense intercettano e sconfiggono una flotta giapponese che stava andando a rinforzare le truppe presenti sull'isola
- 1950 – La Federal Communications Commission statunitense emette la prima licenza per trasmissioni televisive a colori alla CBS (la RCA riuscirà comunque a far bloccare l'entrata in vigore della licenza)
- 1954 – Guerra del Vietnam: i Viet Minh prendono il controllo del Vietnam del Nord
- 1958 – Programma Pioneer: la NASA lancia la sonda lunare Pioneer 1 (la sonda ricade sulla Terra e va in fiamme)
- 1962 – Concilio Vaticano II: papa Giovanni XXIII riunisce un concilio ecumenico della Chiesa cattolica romana a 92 anni di distanza dall'ultimo
- 1968 – Programma Apollo: la NASA lancia l'Apollo 7, la prima missione Apollo con uomini a bordo, con gli astronauti Wally Schirra, Donn F. Eisele e Walter Cunningham; gli scopi della missione comprendono la prima trasmissione televisiva in diretta dall'orbita e i test delle manovre di aggancio del modulo lunare
- 1971 – John Lennon pubblica il singolo Imagine
- 1984 – A bordo dello Space Shuttle Challenger, l'astronauta Kathryn D. Sullivan diventa la prima donna statunitense a camminare nello spazio
- 1986 – Guerra fredda: il presidente statunitense Ronald Reagan e il leader sovietico Michail Gorbačëv si incontrano a Reykjavík, in Islanda, nel tentativo di continuare la discussione sul ridimensionamento dei loro arsenali di missili a medio raggio in Europa (i colloqui falliscono)
- 2021 – Najla Bouden Ramadan giura come primo ministro della Tunisia; la sua nomina ha particolare importanza poiché si tratta della prima volta nella storia in cui una donna diviene capo del governo nel mondo arabo

## Nati
Ci sono circa 1 050 voci su persone nate l'11 ottobre; vedi la pagina Nati l'11 ottobre per un elenco descrittivo o la categoria Nati l'11 ottobre per un indice alfabetico.

## Morti
Ci sono circa 460 voci su persone morte l'11 ottobre; vedi la pagina Morti l'11 ottobre per un elenco descrittivo o la categoria Morti l'11 ottobre per un indice alfabetico.

## Feste e ricorrenze

### Civili
Internazionali:
- ONU - Giornata internazionale delle bambine
- Coming Out Day

Nazionali:
- Giappone – Giornata dello sport

### Religiose
Cristianesimo:
- San Giovanni XXIII, papa
- Sant'Alessandro Sauli, vescovo
- Sant'Anastasio apocrisario, sacerdote
- San Bruno I di Colonia, vescovo
- San Canizio di Aghaboe, abate
- Sant'Eufredo, venerato ad Alba
- San Filippo diacono, diacono
- San Firmino di Uzès, vescovo
- San Gaudenzio di Gniezno, arcivescovo
- San Gummaro, eremita
- Santa Maria Soledad Torres Acosta, fondatrice delle Serve di Maria ministre degli infermi
- San Meinardo di Riga, vescovo
- Santi Nicasio, Quirino, Scubicolo e Pienza, martiri
- Santi di Optina (Chiesa ortodossa russa)
- San Pietro Le Tuy, sacerdote e martire
- San Santino di Verdun, vescovo
- San Sarmatas, martire in Egitto
- Santi Taraco, Probo e Andronico, martiri
- Santa Zenaida di Tarso, medico
- Beato Angel Ramos Velazquez, salesiano, martire
- Beato Dionisio de Santarem, mercedario
- Beato Giacomo da Ulma, religioso

Religione romana antica e moderna:
- Meditrinalia
- Ludi Alamannici, settimo e ultimo giorno